# Suwarrow
Suwarrow (o també Suvórov o Suvàrov) és un atol de les illes Cook septentrionals. Està situat a 825 km al nord-oest de Rarotonga. Les seves coordenades són: 13° 15′ S, 163° 5′ O / 13.250°S,163.083°O.

## Geografia
L'atol consisteix en 22 illots sobre l'escull de corall. El més gran, que ha sigut habitat intermitentment, és Anchorage Island. La superfície total és de 0,4 km².
El 1978 va ser declarat parc nacional, l'únic a les illes Cook. És un lloc destacat per les aus marines i pels crancs dels cocoters (Birgus latro). Avui només hi ha un habitant, el guarda del parc nacional. El màxim de població va ser al cens del 1956 amb 58 habitants.

## Història
No existeix un assentament tradicional polinesi i era deshabitat quan va ser descobert, el 1814, pel rus Mikhaïl Làzarev amb el vaixell Suvórov que portava el nom del general rus Aleksandr Vassílievitx Suvórov, anomenat Suwarrow en el poema èpic Don Juan de Lord Byron. Al segle xix s'hi van trobar uns misteriosos tresors, probablement d'algun galió espanyol perdut al Pacífic.